# Mixosaurus
Mixosaurus („namixovaný ještěr“) byl rod mořského plaza z čeledi Mixosauridae, žijícího v období středního triasu (asi před 247 až 242 miliony let) na území dnešní Evropy, Severní Ameriky a Asie.

## Historie a popis

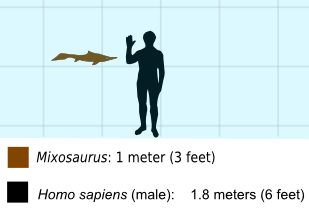
Porovnání velikosti typického jedince mixosaura a dospělého člověka.

Formálně byl tento rod popsán německým paleontologem Georgem H. Baurem v roce 1887. Dnes rozeznáváme tři druhy tohoto rodu, Mixosaurus cornalianus, Mixosaurus xindianensis a Mixosaurus kuhnschnyderi. Jednalo se o malého zástupce ichtyosaurů, dosahujícího délky pouze 1 až 2 metry. Pravděpodobně žil v blízkosti pobřeží, v mělkých a teplých vodách.